# Alexandre-Joseph Le Roy de Bacre
Alexandre-Jacques Le Roy dit Alexandre-Joseph Le Roy de Bacre, né à Paris le 28 mai 1764 et mort dans l'ancien 1er arrondissement de Paris le 27 septembre 1837,, est un auteur dramatique et un chansonnier français.

## Biographie
Alexandre Le Roy fait d'abord une carrière dans l'armée comme officier avant de se consacrer au théâtre. Il entre à l'École Militaire puis sert comme sous-lieutenant dans le régiment de Vintimille lors des campagnes de 1792-1793 puis aide-de-camp de Dumouriez qu'il suit lors de sa fuite en Autriche. Il passe alors au service de l'Autriche avant de rentrer en France où il est réincorporé dans le régiment du prince régnant d'Isembourg et en devient son aide-de-camp.
Il sert ensuite dans les armées napoléoniennes dès 1806 et participe aux dernières campagnes comme capitaine-adjoint à l'état-major général de l'Armée du Nord à partir de 1809. Le 10 août de la même année, il épouse Mériam Félicie Dalpuget qui deviendra également auteur dramatique sous le nom de Mme L. R. de Bacre. Il est admis à la retraite le 18 août 1813.
Ses œuvres ont été représentées sur les plus grandes scènes du XIXe siècle : Théâtre de la Porte-Saint-Martin, Théâtre de la Gaîté, Théâtre du Vaudeville, etc.

## Œuvres
- 1791 : Geneviève de Brabant, opéra en deux actes et la suite en un acte, livret de Le Roy de Bacre, musique de François Alday
- 1795 : Le Passage du Waal ou les Amants républicains, opéra-comique,
- 1801 : La Femme romanesque, comédie en un acte et en prose, au théâtre de l'Ambigu (5 avril)
- 1806 : Caroline et Dorville ou la Bataille des Dunes, mélodrame en trois actes, musique de Louis Demoranges, au théâtre de la Porte-Saint-Martin (4 janvier)
- 1816 : Malhek-Adhel, drame en trois actes, en prose, avec Michel-Nicolas Balisson de Rougemont, musique d'Alexandre Piccinni, au théâtre de la Porte-Saint-Martin (8 novembre)
- 1820 : Monsieur David, comédie anecdotique en un acte et en prose, avec Alexandre Martin, au théâtre de la Porte-Saint-Martin (13 novembre)
- 1821 : Isabelle de Levanzo, ou la Fille écuyer, mélodrame en trois actes et à grand spectacle, avec René Perin, au théâtre de la Porte-Saint-Martin (25 janvier)
- 1822 : Le Protégé de tout le monde, comédie-vaudeville en un acte, avec Aimé Desprez et Joseph-François-Nicolas Dusaulchoy de Bergemont, au théâtre de la Porte-Saint-Martin (12 novembre)
- 1824 : Les Hussards, ou le Maréchal des logis piémontais, mimodrame en deux actes, à spectacle, avec Louis Ponet, au Cirque-Olympique (7 décembre)
- 1825 : Le Vieillard ou la Révélation, mélodrame en deux actes, avec Henri Franconi, musique de Sergent, au Cirque-Olympique (17 décembre)
- 1826 : La Famille Girard, ou les Prisonniers français, tableau militaire-anecdote en un acte, avec Armand Séville et Louis Ponet, au théâtre de la Gaîté (9 mai)
- 1826 : Joseph II ou l'Inconnu au cabaret, comédie vaudeville, avec Félix-Auguste Duvert et W. Lafontaine, au théâtre du Vaudeville (25 février)
- 1828 : La Prison de village, comédie en un acte, avec Frédéric de Courcy, au théâtre de la Gaîté (9 avril)
- 1829 : Le Panier d'argenterie, mélodrame anecdotique en trois actes, tiré des Nouvelles de Merville, avec Naigeon, au théâtre de la Gaîté (18 avril)
- 1833 : Le Fils naturel, ou l'Insulte, drame en trois actes, avec Jean-Pierre Lesguillon, au théâtre de la Gaîté (11 août).

## Distinctions
- Chevalier de l'ordre de la Légion d'Honneur (décret du 18 juin 1812)[1].
- Chevalier de l'ordre royal et militaire de Saint-Louis